# Кенігсберзька операція
Кенігсберзька операція (6 — 9 квітня 1945) — наступальна операція Червоної армії проти німецьких військ в ході німецько-радянської війни з метою ліквідації оточеного кенігсберзького угрупування противника та захоплення міста-фортеці Кенігсберг, частина Східно-Прусської операції 1945 року.

## Передісторія
Німецьке командування вжило усіх можливих заходів, щоб підготувати фортецю до тривалого опору в умовах оточення. У Кенігсберзі вже були підземні заводи, численні арсенали та склади. Система оборони включала в себе зовнішній оборонний обвід, який вже був подоланий радянськими військами, та три внутрішні обводи. В центрі міста розташовувалася цитадель.
У Кенігсберзі у німців було три кола оборони. Перше — за 6-8 кілометрів від центру міста — складалося з траншей, протитанкового рву, дротяних загороджень і мінних полів. На цьому кільці знаходилось 15 фортів (побудованих до 1882 року) з гарнізонами в 150—200 чоловік, при 12-15 гармат. Друге кільце оборони проходило по околицях міста й складалося з кам'яних будівель, барикад, вогневих точок на перехрестях та мінних загороджень. Третє кільце, в центрі міста, складалося з 9 бастіонів, веж і равелінів (побудованих в XVII столітті та перебудованих в 1843-73 роках).
Для оточення та знищення німецького угрупування радянські війська повинні були завдати по Кенігсбергу ударів по напрямкам, що сходяться одночасно з півночі та з півдня. Також планувався сковуючий удар на Піллау по земландському угрупуванню противника. Перед операцією була проведена тривала артпідготовка — з 2 по 5 квітня.

## Розстановка сил

### СРСР
Операцією керував Маршал Радянського Союзу О. М. Василевський, який очолив 3-й Білоруський фронт, в який був включений 1-й Прибалтійський фронт І. Х. Баграмяна, який отримав назву «Земландська група військ». ВПС керував головний маршал авіації О. О. Новиков.
- 3-й Білоруський фронт
  - 2-га гвардійська армія
  - 11-та гвардійська армія
  - 5-та армія
  - 39-та армія
  - 43-тя армія
  - 50-та армія
  - 1-ша повітряна армія
  - 3-тя повітряна армія
- 18-та повітряна армія
- 4-та повітряна армія
- 15-та повітряна армія

Безпосередньо на штурм Кенігсбергу були виділені 43-тя, 50-та та 11-та гв. армії; 5-та, 39-та та 2-га гв. армії блокували Земландське угрупування німецьких військ.

### Німеччина
Військами керував комендант міста генерал від інфантерії Отто фон Ляш.
- 69-та піхотна дивізія
- 367-ма піхотна дивізія
- 548-ма фольксгренадерська дивізія
- 561-ша фольксгренадерська дивізія

Загальна чисельність гарнізону, включаючи артилерійські підрозділи, поліцію міста та фольксштурм — до 60 тисяч.

## Хід операції

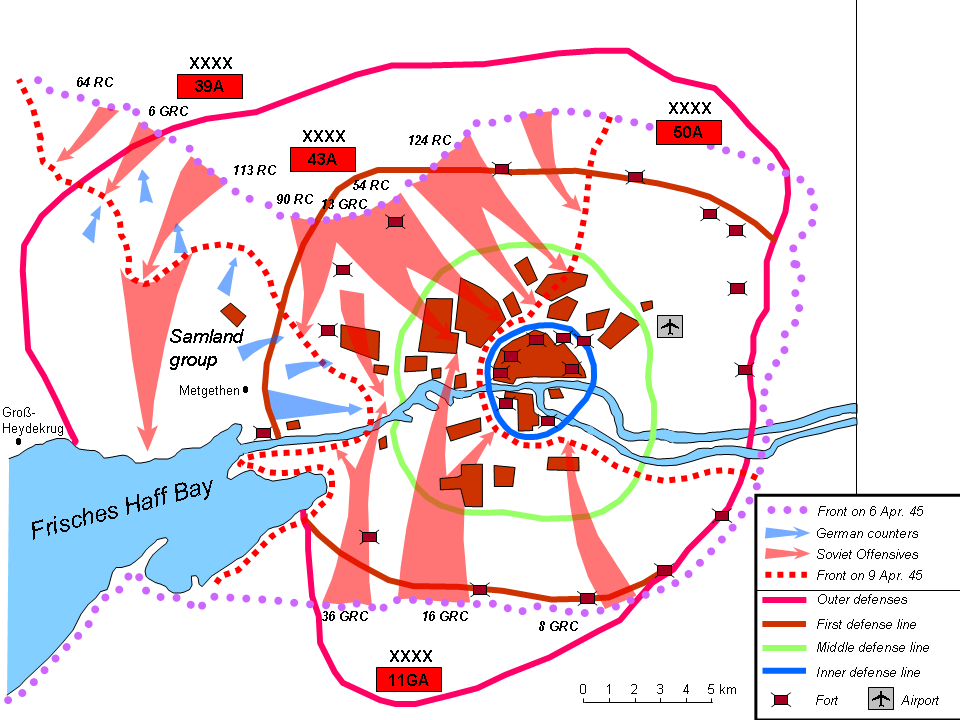
Карта операції

Наступ військ фронту розпочався 6 квітня. Для штурму укріплень були створені 26 штурмових загонів і 104 штурмові групи — як зі складу стрілецьких частин, так і з інженерних військ — десяти інженерно-саперних бригад, трьох штурмових інженерно-саперних бригад, двох моторизованих інженерних бригад і однієї понтонної бригади.
Крім того, в штурмі брали участь хімічні війська — 7 окремих вогнеметних батальйонів, рота фугасних вогнеметів та 5 окремих рот ранцевих вогнеметів. Ці підрозділи були розподілені по штурмовим загонам та штурмових групах.
Штурм Кенігсбергу розпочався потужною артпідготовкою, потім, в середину дня, під прикриттям вогневого валу в наступ пішли піхота, танки та самохідні гармати. Згідно з планом, основні сили обходили форти, які блокувались стрілецькими батальйонами чи ротами при підтримці самохідних гармат, який подавив ворожий вогонь, саперів, які використовували вибухові заряди, та вогнеметників.
Велику роль в штурмі міста зіграли штурмові загони. Вони складались з стрілецьких рот, декількох артилерійських гармат калібром від 45 до 122 мм, одного чи двох танків чи самохідних гармат, взводу станкових кулеметів, мінометного взводу, взводу саперів і відділення вогнеметників.

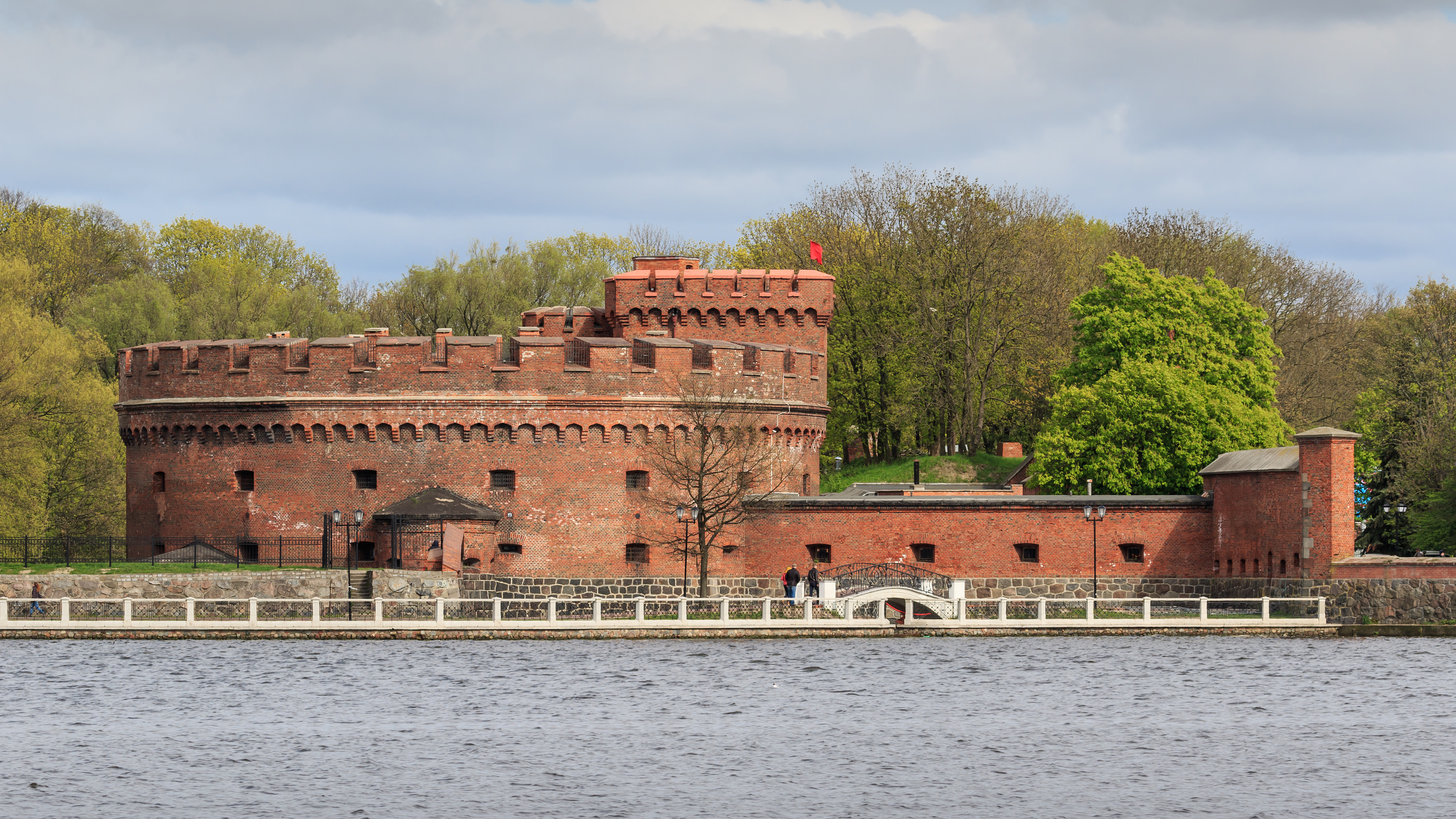
Вежа «Дона» (вид з тилу) — останнє вогнище німецької оборони, нині Музей бурштину на площі Василевського

Німці виявляли впертий опір, однак до кінця дня 39-та армія увійшла в оборону противника на декілька кілометрів і перерізала залізницю Кенігсберг — Піллау. 43-тя, 50-та та 11-та гвардійські армії прорвали 1-й оборонний обвід. За два дні радянські війська захопили порт і залізничний вузол міста, промислові об'єкти та відрізали гарнізон Кенігсберга від земландського угрупування німців.
8 квітня було запропоновано німцям здатися. Вони відмовились й продовжили опір. Деякі частини гарнізону спробували відступити на захід, але були перехоплені 43-ю армією.
Після масового бомбардування та штурму фортеці 11-ю гвардійською армією, 9 квітня німецький гарнізон капітулював за наказом генерала Ляша, який підписав акт про капітуляцію. 10 квітня були в основному ліквідовані останні вогнища опору німців в Кенігсберзі. На вежу Der Dona було вивішено прапор перемоги.

## Підсумки

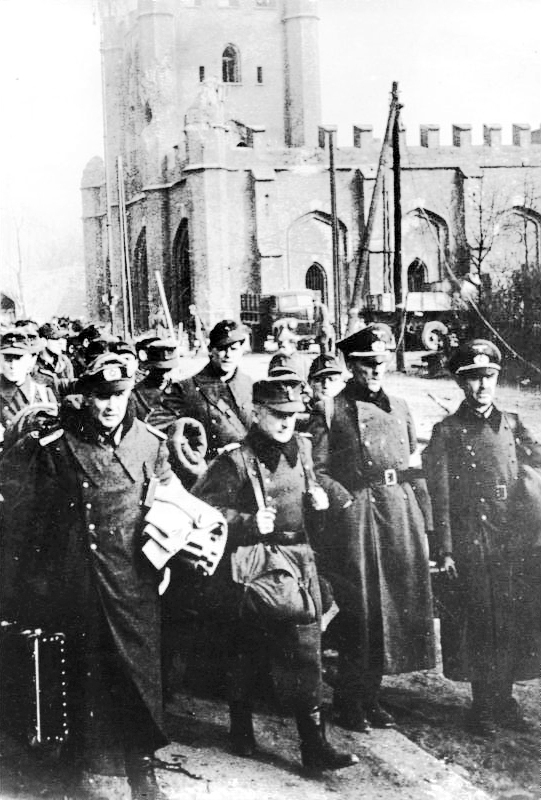
Полонені німецькі солдати та офіцери біля Королівських воріт Кенігсберга

В результаті операції основні сили східно-прусського угрупування німців були розгромлені. Залишилось лише земландське угрупування, яке було ліквідоване 25 квітня.
В полон було взято 93 853 німецьких військовослужбовців, приблизно 42 тисяч вбито, захоплено більше двох тисяч гармат, 1 652 міномета, 128 літаків.
Завершення штурма відзначено салютом найвищої категорії — в Москві 324 гармати зробили 24 артилерійських постріла, була заснована медаль «За взяття Кенігсберга», 98 військових частин отримали назву «Кенігсберзькі»
.